# 湊正雄
湊 正雄（みなと まさお、1915年11月10日 - 1984年4月16日）は、日本の地質学者。北海道大学名誉教授。
秋田県出身。北海道帝国大学理学部卒業。1951年『湖の一生』で毎日出版文化賞受賞。北海道大学教授。1979年定年退官。ボン大学客員教授。日本列島の地質構造発達史をまとめた。地学団体研究会会員。日本地質学会会長。
1984年4月16日、当別町にある自宅裏で雪山に埋もれて死亡しているところを家族に発見された。落雪の衝撃によるショックが死因で、除雪作業中に落雪に巻き込まれたと推定された。

## 著作等

### 単著
- 『湖の一生』福村書店《地球の歴史文庫》、1951年
- 『地層学』岩波書店、1953年
- 『後氷期の世界』築地書館、1954年
- 『氷河時代の世界』築地書館、1970年
- 『日本の第四系』築地書館、1974年
- 『変動する海水面』東海大学出版会《東海科学選書》、1980年
- 『アイヌ民族誌と知里真志保さんの思い出』築地書館、1982年

### 共編著
- 『地質調査法』（小池清と共著）古今書院《形成選書》、1954年
- 『地球の歴史』（井尻正二と共著）岩波書店《岩波新書》、1957年
- 『日本列島』（井尻正二と共著）岩波書店《岩波新書》、1958年
- 『図説-地球の歴史 前世界の日本』（井尻正二と共著） 高陽書院、1961年
- 『Japan and its nature』（編、伏島礼子訳）平凡社、1977年
- 『Variscan geohistory of northern Japan:the Abean orogeny.』共編、東海大学出版会、1979年
- 『地球と生物との対話』（井尻正二と共著）築地書館、1982年

### 翻訳
- ブブノフ『地質学の基礎』（小笠原謙三と共訳）岩波書店、1959年